# Finały Pucharu Polski w piłce nożnej
Finały Pucharu Polski w piłce nożnej – zestawienie finałów Pucharu Polski.
Finały Pucharu Polski odbywają się zwykle pod koniec sezonu piłkarskiego w Polsce. Zdobywca Pucharu Polski był najczęściej wyłaniany po rozegraniu jednego meczu finałowego. Z wyjątkiem finałów: 1954 (mecz powtórzony) oraz 2000–2006 i 2013 (mecz i rewanż).
W historii finałów Pucharu Polski tylko raz odbyły się derby: podczas finału 1952 mecz Kolejarz Warszawa – rezerwy CWKS Ib Warszawa (1:0), tylko raz termin rozegrania finału został przesunięty (finał 2020) i tylko finał odbył się bez udziału publiczności (finał 2021) – z powodu pandemii COVID-19.

## Mecze finałowe
| Rok  | Data                | Zwycięzca                                                      | Wynik        | Finalista             | Miejsce                                                         | Frekwencja |
| ---- | ------------------- | -------------------------------------------------------------- | ------------ | --------------------- | --------------------------------------------------------------- | ---------- |
| 1926 | 05.09.1926          | Wisła Kraków (2)                                               | 2:1          | Sparta Lwów (2)       | Stadion Wisły Kraków, Kraków                                    | 1 500      |
| 1951 | 16.09.1951          | Unia Chorzów                                                   | 2:0          | Gwardia Kraków        | Stadion Wojska Polskiego, Warszawa                              | 35 000     |
| 1952 | 21.12.1952          | Kolejarz Warszawa                                              | 1:0          | CWKS Ib Warszawa (LR) | Stadion Wojska Polskiego, Warszawa                              | 16 500     |
| 1954 | 25.07.1954          | Gwardia Warszawa                                               | 0:0 pd.      | Gwardia Kraków        | Stadion Wojska Polskiego, Warszawa                              | 30 000     |
| 1954 | 09.09.1954 powtórka | Gwardia Warszawa                                               | 3:1          | Gwardia Kraków        | Stadion Olimpijski, Wrocław                                     | 30 000     |
| 1955 | 29.09.1955          | CWKS Warszawa                                                  | 5:0          | Budowlani Gdańsk      | Stadion Wojska Polskiego, Warszawa                              | 12 000     |
| 1956 | 24.06.1956          | CWKS Warszawa                                                  | 3:0          | Górnik Zabrze         | Stadion Dziesięciolecia, Warszawa                               | 15 000     |
| 1957 | 20.07.1957          | ŁKS Łódź                                                       | 2:1          | Górnik Zabrze         | Stadion ŁKS-u Łódź, Łódź                                        | 20 000     |
| 1962 | 22.07.1962          | Zagłębie Sosnowiec                                             | 2:1          | Górnik Zabrze         | Stadion Śląski, Chorzów                                         | 25 000     |
| 1963 | 01.05.1963          | Zagłębie Sosnowiec                                             | 2:0          | Ruch Chorzów          | Stadion Śląski, Chorzów                                         | 70 000     |
| 1964 | 01.05.1964          | Legia Warszawa                                                 | 2:1 pd.      | Polonia Bytom         | Stadion Dziesięciolecia, Warszawa                               | 25 500     |
| 1965 | 02.06.1965          | Górnik Zabrze                                                  | 4:0          | Czarni Żagań (3)      | Stadion Miejski, Zielona Góra                                   | 20 000     |
| 1966 | 15.08.1966          | Legia Warszawa                                                 | 2:1 pd.      | Górnik Zabrze         | Stadion im. 22 lipca, Poznań                                    | 20 000     |
| 1967 | 09.07.1967          | Wisła Kraków                                                   | 2:0 pd.      | Raków Częstochowa (3) | Stadion Błękitnych Kielce, Kielce                               | 6 000      |
| 1968 | 26.06.1968          | Górnik Zabrze                                                  | 3:0          | Ruch Chorzów          | Stadion Śląski, Chorzów                                         | 6 000      |
| 1969 | 28.05.1969          | Górnik Zabrze                                                  | 2:0          | Legia Warszawa        | Stadion ŁKS-u Łódź, Łódź                                        | 40 000     |
| 1970 | 05.08.1970          | Górnik Zabrze                                                  | 3:1          | Ruch Chorzów          | Stadion Śląski, Chorzów                                         | 50 000     |
| 1971 | 27.06.1971          | Górnik Zabrze                                                  | 3:1          | Zagłębie Sosnowiec    | Stadion Śląski, Chorzów                                         | 3 000      |
| 1972 | 04.06.1972          | Górnik Zabrze                                                  | 5:2          | Legia Warszawa        | Stadion ŁKS-u Łódź, Łódź                                        | 31 000     |
| 1973 | 17.06.1973          | Legia Warszawa                                                 | 0:0 (k. 4:2) | Polonia Bytom         | Stadion im. 22 lipca, Poznań                                    | 11 000     |
| 1974 | 11.08.1974          | Ruch Chorzów                                                   | 2:0          | Gwardia Warszawa      | Stadion Wojska Polskiego, Warszawa                              | 8 000      |
| 1975 | 01.05.1975          | Stal Rzeszów (2)                                               | 0:0 (k. 3:2) | ROW II Rybnik (3)     | Stadion Cracovii Kraków, Kraków                                 | 15 000     |
| 1976 | 01.05.1976          | Śląsk Wrocław                                                  | 2:0          | Stal Mielec           | Stadion Wojska Polskiego, Warszawa                              | 15 000     |
| 1977 | 21.07.1977          | Zagłębie Sosnowiec                                             | 1:0          | Polonia Bytom (2)     | Stadion Śląski, Chorzów                                         | 30 000     |
| 1978 | 06.05.1978          | Zagłębie Sosnowiec                                             | 2:0          | Piast Gliwice (2)     | Stadion Śląski, Chorzów                                         | 5 000      |
| 1979 | 09.05.1979          | Arka Gdynia                                                    | 2:1          | Wisła Kraków          | Stadion Miejski, Lublin                                         | 15 000     |
| 1980 | 09.05.1980          | Legia Warszawa                                                 | 5:0          | Lech Poznań           | Stadion Miejski, Częstochowa                                    | 26 000     |
| 1981 | 24.06.1981          | Legia Warszawa                                                 | 1:0 pd.      | Pogoń Szczecin (2)    | Stadion Miejski, Kalisz                                         | 12 500     |
| 1982 | 19.05.1982          | Lech Poznań                                                    | 1:0          | Pogoń Szczecin        | Stadion Oporowska, Wrocław                                      | 15 000     |
| 1983 | 22.06.1983          | Lechia Gdańsk (3)                                              | 2:1          | Piast Gliwice (2)     | Stadion XXXV-lecia PRL, Piotrków Trybunalski                    | 16 000     |
| 1984 | 19.06.1984          | Lech Poznań                                                    | 3:0          | Wisła Kraków          | Stadion Wojska Polskiego, Warszawa                              | 16 000     |
| 1985 | 26.06.1985          | Widzew Łódź                                                    | 0:0 (k. 3:1) | GKS Katowice          | Stadion Wojska Polskiego, Warszawa                              | 12 000     |
| 1986 | 01.05.1986          | GKS Katowice                                                   | 4:1          | Górnik Zabrze         | Stadion Śląski, Chorzów                                         | 55 000     |
| 1987 | 24.06.1987          | Śląsk Wrocław                                                  | 0:0 (k. 4:3) | GKS Katowice          | Stadion Odry Opole, Opole                                       | 12 000     |
| 1988 | 23.06.1988          | Lech Poznań                                                    | 1:1 (k. 3:2) | Legia Warszawa        | Stadion Widzewa Łódź, Łódź                                      | 10 000     |
| 1989 | 24.06.1989          | Legia Warszawa                                                 | 5:2          | Jagiellonia Białystok | Stadion Miejski, Olsztyn                                        | 20 000     |
| 1990 | 17.06.1990          | Legia Warszawa                                                 | 2:0          | GKS Katowice          | Stadion Widzewa Łódź, Łódź                                      | 7 000      |
| 1991 | 23.06.1991          | GKS Katowice                                                   | 1:0          | Legia Warszawa        | Stadion Miejski, Piotrków Trybunalski                           | 7 000      |
| 1992 | 24.06.1992          | Miedź Legnica (2)                                              | 1:1 (k. 4:3) | Górnik Zabrze         | Stadion Wojska Polskiego, Warszawa                              | 5 000      |
| 1993 | 23.06.1993          | GKS Katowice                                                   | 1:1 (k. 5:4) | Ruch II Chorzów (5)   | Stadion Śląski, Chorzów                                         | 10 000     |
| 1994 | 18.06.1994          | Legia Warszawa                                                 | 2:0          | ŁKS Łódź              | Stadion Wojska Polskiego, Warszawa                              | 20 000     |
| 1995 | 18.06.1995          | Legia Warszawa                                                 | 2:0          | GKS Katowice          | Stadion Wojska Polskiego, Warszawa                              | 17 000     |
| 1996 | 16.06.1996          | Ruch Chorzów (2)                                               | 1:0          | GKS Bełchatów         | Stadion Polonii Warszawa, Warszawa                              | 10 000     |
| 1997 | 29.06.1997          | Legia Warszawa                                                 | 2:0          | GKS Katowice          | Stadion ŁKS-u Łódź, Łódź                                        | 6 000      |
| 1998 | 13.06.1998          | Amica Wronki                                                   | 5:3 pd.      | Aluminium Konin (2)   | Stadion Miejski, Poznań                                         | 10 000     |
| 1999 | 13.06.1999          | Amica Wronki                                                   | 1:0          | GKS Bełchatów         | Stadion Miejski, Poznań                                         | 3 000      |
| 2000 | 06.06.2000          | Amica Wronki                                                   | 2:2          | Wisła Kraków          | Stadion Miejski, Kraków                                         | 8 500      |
| 2000 | 09.06.2000          | Amica Wronki                                                   | 3:0          | Wisła Kraków          | Stadion Amiki Wronki, Wronki                                    | 5 500      |
| 2001 | 16.05.2001          | Polonia Warszawa                                               | 2:1          | Górnik Zabrze         | Stadion im. Ernesta Pohla, Zabrze                               | 2 216      |
| 2001 | 27.05.2001          | Polonia Warszawa                                               | 2:2          | Górnik Zabrze         | Stadion Polonii Warszawa, Warszawa                              | 3 500      |
| 2002 | 07.05.2002          | Wisła Kraków                                                   | 4:2          | Amica Wronki          | Stadion Amiki Wronki, Wronki                                    | 2 500      |
| 2002 | 10.05.2002          | Wisła Kraków                                                   | 4:0          | Amica Wronki          | Stadion Miejski, Kraków                                         | 7 000      |
| 2003 | 07.05.2003          | Wisła Kraków                                                   | 0:1          | Wisła Płock           | Stadion Miejski, Kraków                                         | 4 000      |
| 2003 | 14.05.2003          | Wisła Kraków                                                   | 3:0          | Wisła Płock           | Stadion Miejski, Płock                                          | 10 000     |
| 2004 | 18.05.2004          | Lech Poznań                                                    | 2:0          | Legia Warszawa        | Stadion Miejski, Poznań                                         | 26 000     |
| 2004 | 01.06.2004          | Lech Poznań                                                    | 0:1          | Legia Warszawa        | Stadion Wojska Polskiego, Warszawa                              | 16 000     |
| 2005 | 18.06.2005          | Dyskobolia Grodzisk Wielkopolski (zwycięzcę pozbawiono tytułu) | 2:0          | Zagłębie Lubin        | Stadion Dyskobolii Grodzisk Wielkopolski, Grodzisk Wielkopolski | 4 000      |
| 2005 | 21.06.2005          | Dyskobolia Grodzisk Wielkopolski (zwycięzcę pozbawiono tytułu) | 0:1          | Zagłębie Lubin        | Stadion Zagłębia Lubin, Lubin                                   | 8 000      |
| 2006 | 26.04.2006          | Wisła Płock                                                    | 3:2          | Zagłębie Lubin        | Stadion GOS-u, Lubin                                            | 8 000      |
| 2006 | 03.05.2006          | Wisła Płock                                                    | 3:1          | Zagłębie Lubin        | Stadion im. Kazimierza Górskiego, Płock                         | 8 520      |
| 2007 | 01.05.2007          | Dyskobolia Grodzisk Wielkopolski                               | 2:0          | Korona Kielce         | Stadion GKS Bełchatów, Bełchatów                                | 5 500      |
| 2008 | 13.05.2008          | Legia Warszawa                                                 | 0:0 (k. 4:3) | Wisła Kraków          | Stadion GKS Bełchatów, Bełchatów                                | 5 000      |
| 2009 | 19.05.2009          | Lech Poznań                                                    | 1:0          | Ruch Chorzów          | Stadion Śląski, Chorzów                                         | 25 000     |
| 2010 | 22.05.2010          | Jagiellonia Białystok                                          | 1:0          | Pogoń Szczecin (2)    | Stadion im. Zdzisława Krzyszkowiaka, Bydgoszcz                  | 12 000     |
| 2011 | 03.05.2011          | Legia Warszawa                                                 | 1:1 (k. 5:4) | Lech Poznań           | Stadion im. Zdzisława Krzyszkowiaka, Bydgoszcz                  | 16 500     |
| 2012 | 24.04.2012          | Legia Warszawa                                                 | 3:0          | Ruch Chorzów          | Stadion Miejski, Kielce                                         | 10 000     |
| 2013 | 02.05.2013          | Legia Warszawa                                                 | 2:0          | Śląsk Wrocław         | Stadion Miejski, Wrocław                                        | 35 712     |
| 2013 | 08.05.2013          | Legia Warszawa                                                 | 0:1          | Śląsk Wrocław         | Pepsi Arena, Warszawa                                           | 29 416     |
| 2014 | 02.05.2014          | Zawisza Bydgoszcz                                              | 0:0 (k. 6:5) | Zagłębie Lubin        | Stadion Narodowy, Warszawa                                      | 37 120     |
| 2015 | 02.05.2015          | Legia Warszawa                                                 | 2:1          | Lech Poznań           | Stadion Narodowy, Warszawa                                      | 45 322     |
| 2016 | 02.05.2016          | Legia Warszawa                                                 | 1:0          | Lech Poznań           | Stadion Narodowy, Warszawa                                      | 48 563     |
| 2017 | 02.05.2017          | Arka Gdynia                                                    | 2:1 pd.      | Lech Poznań           | Stadion Narodowy, Warszawa                                      | 43 760     |
| 2018 | 02.05.2018          | Legia Warszawa                                                 | 2:1          | Arka Gdynia           | Stadion Narodowy, Warszawa                                      | 47 037     |
| 2019 | 02.05.2019          | Lechia Gdańsk                                                  | 1:0          | Jagiellonia Białystok | Stadion Narodowy, Warszawa                                      | 44 158     |
| 2020 | 24.07.2020          | Cracovia                                                       | 3:2 pd.      | Lechia Gdańsk         | Arena Lublin, Lublin                                            | 3 478      |
| 2021 | 02.05.2021          | Raków Częstochowa                                              | 2:1          | Arka Gdynia (2)       | Arena Lublin, Lublin                                            | 0          |
| 2022 | 02.05.2022          | Raków Częstochowa                                              | 3:1          | Lech Poznań           | Stadion Narodowy, Warszawa                                      | 35 694     |
| 2023 | 02.05.2023          | Legia Warszawa                                                 | 0:0 (k. 6:5) | Raków Częstochowa     | Stadion Narodowy, Warszawa                                      | 44 701     |
| 2024 | 02.05.2024          | Wisła Kraków (2)                                               | 2:1 pd.      | Pogoń Szczecin        | Stadion Narodowy, Warszawa                                      | 47 506     |
| 2025 | 02.05.2025          | Legia Warszawa                                                 | 4:3          | Pogoń Szczecin        | Stadion Narodowy, Warszawa                                      | 51 233     |

Uwagi:
- wytłuszczono nazwy zespołów, które w tym samym roku wywalczyły zarówno mistrzostwo i Puchar Polski. W 1951 roku mistrzostwo Polski przyznano zdobywcy Pucharu Polski.,
- przy nazwach drużyn spoza najwyższej klasy rozgrywkowej podano numer ich poziomu ligowego w danym sezonie,
- LR – liga rezerw, utworzona w sezonie 1952 niezależnie od systemu ligowego dla zespołów rezerw klubów I ligi.

## Uczestnicy
| Lp. | Nazwa klubu                      | Zdobywca | Finalista | Lata triumfów |
| --- | -------------------------------- | -------- | --------- | --- |
| 1.  | Legia Warszawa                   | 21       | 6         | 1955, 1956, 1964, 1966, 1973, 1980, 1981, 1989, 1990, 1994, 1995, 1997, 2008, 2011, 2012, 2013, 2015, 2016, 2018, 2023, 2025 |
| 2.  | Górnik Zabrze                    | 6        | 7         | 1965, 1968, 1969, 1970, 1971, 1972                                                                                           |
| 3.  | Lech Poznań                      | 5        | 5         | 1982, 1984, 1988, 2004, 2009                                                                                                 |
| 4.  | Wisła Kraków                     | 5        | 6         | 1926, 1967, 2002, 2003,2024                                                                                                  |
| 5.  | Zagłębie Sosnowiec               | 4        | 1         | 1962, 1963, 1977, 1978 |
| 6.  | Ruch Chorzów                     | 3        | 6         | 1951, 1974, 1996 |
| 7.  | GKS Katowice                     | 3        | 5         | 1986, 1991, 1993 |
| 8.  | Amica Wronki                     | 3        | 1         | 1998, 1999, 2000 |
| 9.  | Arka Gdynia                      | 2        | 2         | 1979, 2017 |
| 9.  | Lechia Gdańsk                    | 2        | 2         | 1983, 2019 |
| 11. | Śląsk Wrocław                    | 2        | 1         | 1976, 1987 |
| 11. | Raków Częstochowa                | 2        | 1         | 2021,2022 |
| 13. | Polonia Warszawa                 | 2        | –         | 1952, 2001 |
| 14. | Jagiellonia Białystok            | 1        | 2         | 2010 |
| 15. | Dyskobolia Grodzisk Wielkopolski | 1        | 1         | 2007 |
| 15. | Gwardia Warszawa                 | 1        | 1         | 1954 |
| 15. | ŁKS Łódź                         | 1        | 1         | 1957 |
| 15. | Wisła Płock                      | 1        | 1         | 2006 |
| 19. | Cracovia                         | 1        | –         | 2020 |
| 19. | Miedź Legnica                    | 1        | –         | 1992 |
| 19. | Stal Rzeszów                     | 1        | –         | 1975 |
| 19. | Widzew Łódź                      | 1        | –         | 1985 |
| 19. | Zawisza Bydgoszcz                | 1        | –         | 2014 |
| 24. | Pogoń Szczecin                   | –        | 5         | – |
| 25. | Polonia Bytom                    | –        | 3         | – |
| 25. | Zagłębie Lubin                   | –        | 3         | – |
| 27. | GKS Bełchatów                    | –        | 2         | – |
| 27. | Piast Gliwice                    | –        | 2         | – |
| 29. | Aluminium Konin                  | –        | 1         | – |
| 29. | Czarni Żagań                     | –        | 1         | – |
| 29. | Korona Kielce                    | –        | 1         | – |
| 29. | ROW Rybnik                       | –        | 1         | – |
| 29. | Sparta Lwów                      | –        | 1         | – |
| 29. | Stal Mielec                      | –        | 1         | – |

## Stadiony
| Lp. | Stadion                                                         | Liczba meczów |
| --- | --------------------------------------------------------------- | ------------- |
| 1.  | Stadion Wojska Polskiego/Pepsi Arena, Warszawa                  | 13            |
| 2.  | Stadion Śląski, Chorzów                                         | 10            |
| 3.  | Stadion Narodowy, Warszawa                                      | 6             |
| 4.  | Stadion ŁKS-u Łódź, Łódź                                        | 4             |
| 5.  | Stadion Miejski/Arena Lublin, Lublin                            | 3             |
| 5.  | Stadion Miejski, Kraków                                         | 3             |
| 5.  | Stadion Miejski, Poznań                                         | 3             |
| 8.  | Stadion XXXV-lecia PRL/Stadion Miejski, Piotrków Trybunalski    | 2             |
| 8.  | Stadion Główny, Wronki                                          | 2             |
| 8.  | Stadion Dziesięciolecia, Warszawa                               | 2             |
| 8.  | Stadion GKS Bełchatów, Bełchatów                                | 2             |
| 8.  | Stadion im. 22 lipca, Poznań                                    | 2             |
| 8.  | Stadion im. Kazimierza Górskiego/Stadion Miejski, Płock         | 2             |
| 8.  | Stadion im. Zdzisława Krzyszkowiaka, Bydgoszcz                  | 2             |
| 8.  | Stadion Zagłębia Lubin, Lubin                                   | 2             |
| 8.  | Stadion Polonii Warszawa, Warszawa                              | 2             |
| 8.  | Stadion Widzewa Łódź, Łódź                                      | 2             |
| 16. | Stadion Błękitnych Kielce, Kielce                               | 1             |
| 16. | Stadion Cracovii, Kraków                                        | 1             |
| 16. | Stadion Dyskobolii Grodzisk Wielkopolski, Grodzisk Wielkopolski | 1             |
| 16. | Stadion im. Ernesta Pohla, Zabrze                               | 1             |
| 16. | Stadion Miejski, Częstochowa                                    | 1             |
| 16. | Stadion Miejski, Kalisz                                         | 1             |
| 16. | Stadion Miejski, Kielce                                         | 1             |
| 16. | Stadion Miejski, Olsztyn                                        | 1             |
| 16. | Stadion Miejski, Opole                                          | 1             |
| 16. | Stadion Miejski, Wrocław                                        | 1             |
| 16. | Stadion Miejski, Zielona Góra                                   | 1             |
| 16. | Stadion Olimpijski, Wrocław                                     | 1             |
| 16. | Stadion Oporowska, Wrocław                                      | 1             |
| 16. | Stadion Wisły Kraków, Kraków                                    | 1             |

## Najczęstsze pary finałowe
W poniższej tabeli zostały przedstawione pary finałowe w Pucharze Polski, które spotkały się ze sobą co najmniej dwukrotnie. Najczęstszą para finałowa to: Legia Warszawa vs Lech Poznań (6-krotnie). Dwie pary finałowe spotkały się ze sobą dwukrotnie z rzędu: Legia Warszawa vs GKS Katowice (1990, 1991) oraz Legia Warszawa vs Lech Poznań (2015, 2016). Najdłuższa przerwa między powtórzonymi finałami to: Legia Warszawa vs Lech Poznań (16 lat, 1988 i 2004).
| Lp. | Pary finałowe                       | Liczba meczów | Lata                               | Rezultat                                                        |
| --- | ----------------------------------- | ------------- | ---------------------------------- | --------------------------------------------------------------- |
| 1.  | Legia Warszawa vs Lech Poznań       | 6             | 1980, 1988, 2004, 2011, 2015, 2016 | Legia Warszawa: 1980, 2011, 2015, 2016; Lech Poznań: 1988, 2004 |
| 2.  | Legia Warszawa vs Górnik Zabrze     | 4             | 1956, 1966, 1969, 1972             | Legia Warszawa: 1956, 1969; Górnik Zabrze: 1966, 1972           |
| 2.  | Legia Warszawa vs GKS Katowice      | 4             | 1990, 1991, 1995, 1997             | Legia Warszawa: 1990, 1995, 1997; GKS Katowice: 1991            |
| 4.  | Legia Warszawa vs Polonia Bytom     | 2             | 1964, 1973                         | Oba wygrane przez Legię Warszawa.                               |
| 4.  | Pogoń Szczecin vs Legia Warszawa    | 2             | 1981, 2025                         | Oba wygrane przez Legię Warszawa.                               |
| 4.  | Zagłębie Sosnowiec vs Górnik Zabrze | 2             | 1962, 1971                         | Zagłębie Sosnowiec: 1962; Górnik Zabrze: 1971                   |
| 4.  | Górnik Zabrze vs Ruch Chorzów       | 2             | 1968, 1970                         | Oba wygrane przez Górnika Zabrze.                               |
| 4.  | Amica Wronki vs Wisła Kraków        | 2             | 2000, 2002                         | Amica Wronki: 2000; Wisła Kraków: 2002                          |